# Gasvagn

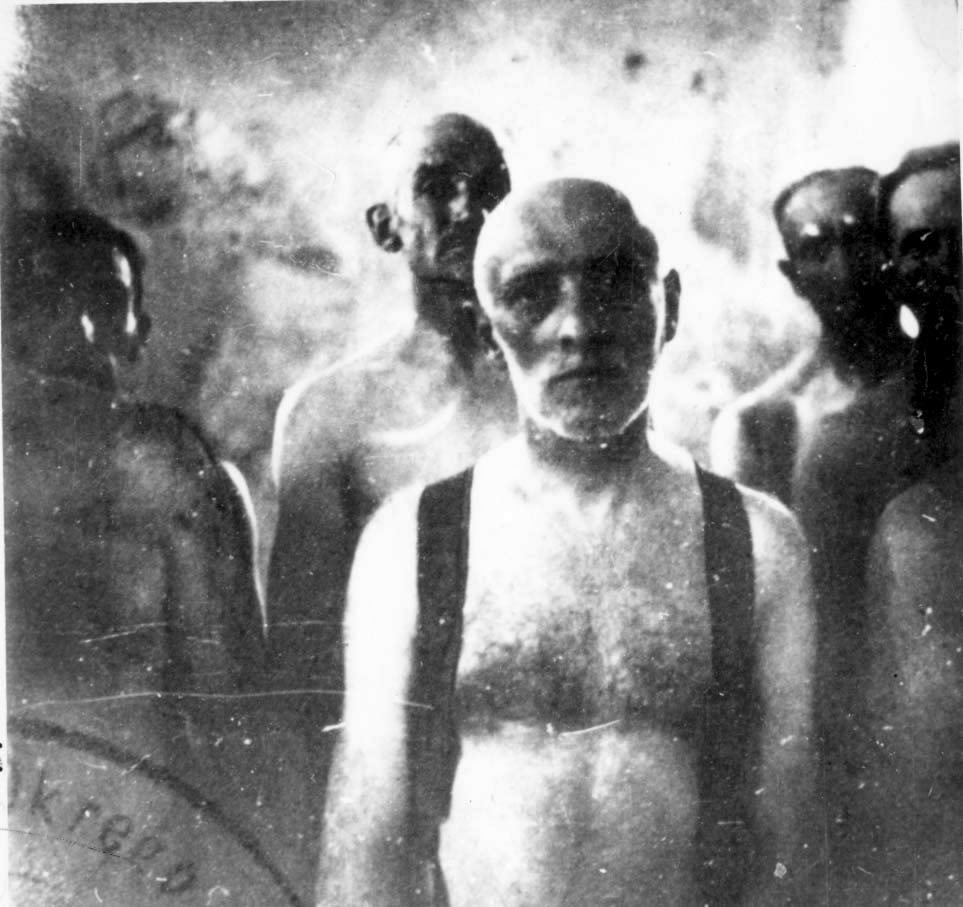
Fångar i Chełmno i väntan på att föras in i en gasvagn.

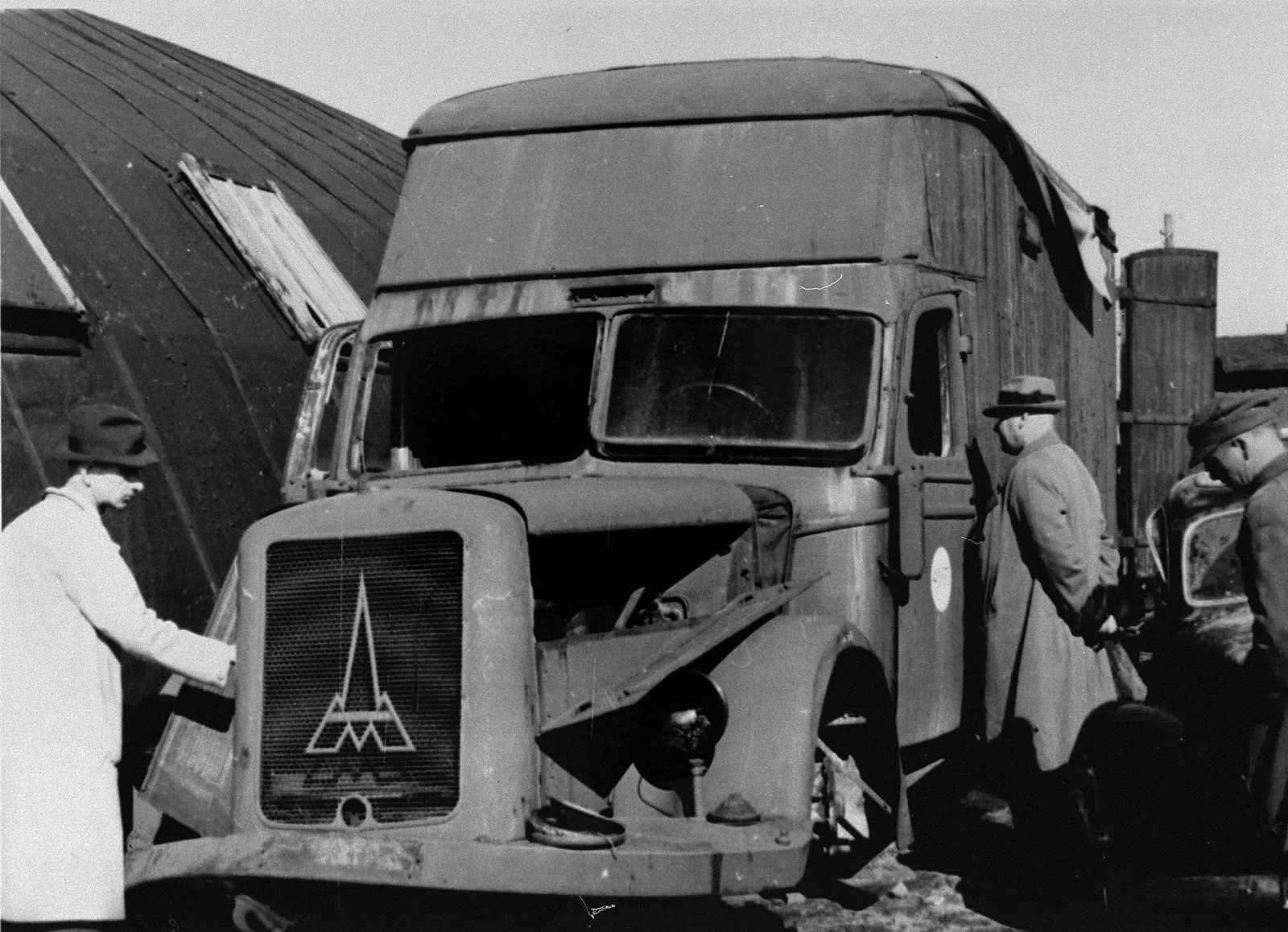
En skåpbil av märket Magirus-Deutz. Denna typ av fordon byggdes om till gasvagnar. Skåpbilen på bilden har dock inte använts för detta ändamål.

Gasvagn, gasbil, gastruck eller gasskåpbil är en typ av fordon med lufttätt lastutrymme, som utvecklades av Nazityskland under andra världskriget för att döda människor. De tilltänkta offren stängdes in i lastutrymmet, och fordonets avgaser, kolmonoxid, leddes in i detta med följd att offren kvävdes.

## Experiment
Reichsführer-SS Heinrich Himmler hade i augusti 1941 inspekterat Einsatzgruppens massarkebuseringar i närheten av Minsk och var starkt kritisk mot denna mordmetod. Han menade, att den var alltför tidskrävande och tärde på SS-manskapets psykiska hälsa. Himmler uppdrog åt befälhavaren för Einsatzgruppe B, Arthur Nebe, tillika chef för Kripo (Kriminalpolizei), att utveckla en mera effektiv metod för massdödande.
Experiment med dödande genom gas inleddes i Mahiljoŭ (i nuvarande Belarus). Nebe och en kemist från Kripos högkvarter, doktor Albert Widmann, prövade i september 1941 metoden på en grupp mentalt handikappade. Omkring 25 patienter stängdes in i ett hermetiskt slutet rum på stadens mentalsjukhus, och kolmonoxid från motorer leddes in i detta. Efter cirka 12 minuter var samtliga i rummet döda. Framgången med experimentet föranledde Nebe att lägga fram förslaget att konstruera gasvagnar för dödande av de människor som den nazistiska ideologin betraktade som misshagliga, judar, romer, slaver. Han diskuterade de tekniska detaljerna med Kripos expert, doktor Walter Heess. Kort därefter presenterades projektet för chefen för RSHA, Nazitysklands säkerhetsministerium, Reinhard Heydrich, som godkände det. SS-Obersturmbannführer Walter Rauff, chef för RSHA:s tekniska avdelning, ansvarade för utvecklingen av gasvagnarna.

## Praktisk tillämpning
Offren, i första hand judar, fördes till uppsamlingsplatser, där gasvagnar väntade. Offren instruerades att de skulle transporteras till arbetsläger och uppmanades att lämna ifrån sig sina värdesaker och ytterkläder. Under det att gasvagnen kördes till redan förberedda massgravar, gasades offren ihjäl med kolmonoxid, en process som tog mellan 15 och 30 minuter. Vid massgraven lyftes kropparna ur gasbilen av medlemmar ur ordningspolisen, SD eller lokal hjälppolis. De nakna förvridna kropparna var oftast täckta av blod och exkrementer. Försök med gasvagnar gjordes i Kiev i det av Nazityskland ockuperade Ukraina, men säkerhetspolisens personal vägrade efter ett tag att befatta sig med att lyfta ut döda kroppar ur lastutrymmena.
Två typer av gasvagnar byggdes: en större som hade en kapacitet på 130–150 personer och en mindre med kapacitet på 80–100 personer. De första gasvagnarna levererades till Einsatzgruppen och till förintelselägret i Chełmno den 8 december 1941.
I början av mars 1942 levererades en gasvagn av märket Saurer till Belgrad för att användas i koncentrationslägret Sajmište. Begäran hade framförts till Reichssicherheitshauptamt (RSHA) av antingen Harald Turner, chef för militärförvaltningen i Belgrad, eller Emanuel Schäfer, chef för Sicherheitspolizei och Sicherheitsdienst i Belgrad. Militärförvaltningen behövde lägret för att inhysa de krigsfångar som gripits vid strider mot jugoslaviska partisaner och planen var att mörda lägrets omkring 8 000 judiska kvinnor och barn. Med förevändningen att de skulle transporteras till ett annat läger, valdes mellan 50 och 80 fångar ut åt gången. De tillsades att placera sitt bagage i en mindre lastbil och därefter leddes de in i gasvagnen av chaufförerna, Scharführer Götz och Scharführer Meyer. Gasvagnen kördes sedan genom Belgrad till ett skjutfält vid Avala, där de döda kropparna kastades i färdigställda massgravar av serbiska fångar, övervakade av polismän från Reservpolisbataljon 64. Gasvagnen användes dagligen, utom söndagar, från början av mars till den 10 maj 1942.

## Chaufförer
Vid mitten av år 1942 hade omkring 30 gasvagnar konstruerats. En av chaufförerna, Ernst Gnewuch (död 20 juli 1961), körde en gasvagn i området kring Minsk i Vitryssland. Gnewuch greps av västtyska myndigheter 1961 och sade i förhör att han 1942 givits i uppdrag att gasa tolv tågtransporter av judar. Han angav, att varje transport bestod av cirka 1 000 personer. Efter att ha vittnat om sina brott hängde sig Gnewuch i sin cell i Moabitfängelset i Berlin.
Chauffören Karl Gebl (född 1898) körde en gasvagn från Baranavitjy till en närbelägen skog, där SS-män slängde de döda judarnas kroppar i färdigställda massgravar. Gebl vittnade om att gastillförseln till lastutrymmet vid ett tillfälle fallerade och att SS-männen då arkebuserade judarna i skogen.
Gustav Laabs (1902–1980) var gasvagnsoperatör i förintelselägret Chełmno, beläget i Reichsgau Wartheland.

## Filmatiseringar
Skildringar av gasvagnar i bruk förekommer i bland annat Härlig är jorden (1991) och Lidice (2011).